# Iris uniflora
Iris uniflora är en irisväxtart som beskrevs av Pall. och Heinrich Friedrich Link. Iris uniflora ingår i släktet irisar, och familjen irisväxter. Inga underarter finns listade i Catalogue of Life.